# Aleksander Knavs
Aleksander Knavs, slovenski nogometaš, * 5. december 1975, Maribor.
Knavs je eden najboljših obrambnih igralcev v zgodovini slovenskega nogometa in eden izmed tistih slovenskih nogometašev, ki uspešno igra tudi v večjih evropskih ligah.
Kariero je začel pri Slovanu in jo uspešno nadaljeval pri Olimpiji, s katero je v štirih sezonah osvojil 2 naslova državnega prvaka. Že pri enaindvajsetih letih je odšel v tujino k avstrijskemu Tirolu iz Innsbrucka. V Avstriji je prav tako osvojil dva naslova, nato pa se je preselil v nemško bundesligo. Igral je za 1. FC Kaiserslautern, pred sezono 2004/2005 pa se je preselil k Vfl Bochumu.
Še večje uspehe pa je Knavs dosegel s slovensko reprezentanco, za katero je prvo tekmo odigral 5. februarja 1998 proti Islandiji. Kmalu je postal stalni član prve postave. Pomembno je prispeval pri uvrstitvi na EURO 2000 in svetovno prvenstvo 2002. Za reprezentanco je odigral 65 tekem in dosegel tri gole.